# MAN SÜ 242
Der MAN SÜ 242 war der Standard-II-Überland-Linienbus (StÜLB) des Herstellers MAN. Er löste 1987 den Vorgänger MAN SÜ 240 ab.
Nachdem der MAN SL 202 bereits 1985 in Serie gegangen war, wurde der MAN SÜ 242 erst ab der ersten Jahreshälfte des Jahres 1987 gebaut. Dies lag daran, dass erst zu diesem Zeitpunkt das Lastenheft eines StÜLB festgelegt worden war.
Der SÜ 242 lehnt sich stark an den SL 202 an, viele Teile konnten aus dem SL-II-Baukasten Verwendung finden. Im Gegensatz zum MAN SL 202 wurde die Fahrzeuglänge des SÜ 242 um 190 mm verlängert, der Radstand um 150 mm. Bei 14 Sitzreihen sind 53 Fahrgastsitze möglich. Die SÜ 242 besaßen von Produktionsbeginn an ABS und ASR. Weitere auffällige Unterschiede zum SL sind die optionalen Unterflur-Kofferräume, die schmale Überland-Zielanzeige über der einteiligen Frontscheibe sowie die einflügelige Außenschwingtür vorn.
Der SÜ 242 ist deutlich weniger stark vertreten, als sein Konkurrenzmodell Mercedes-Benz O 407, welcher auch heute teilweise in noch recht großen Stückzahlen bei privaten Busunternehmen im Einsatz ist. Der SÜ 242 ist heute weitgehend von den deutschen Straßen verschwunden.
Die Motorisierung des SÜ 242 wurde während der Produktionszeit mehrfach angehoben, was sich an den veränderten Typenbezeichnungen bemerkbar macht. Der VÖV-II SÜ wurde nach der Produktionseinstellung in Deutschland 1998 in der Türkei in leicht modifizierter Form unter der Bezeichnung SÜ 223/263/313/363-MANAS bzw. Lions’ Classic Ü weitergebaut.